# Nafovanny
Nafovanny i Vietnam er verdens største avler af primater i fangenskab. De leverer langhalede makakaber (Macaca Fascicularis) til dyreforsøgslaboratorier, deriblandt Huntingdon Life Sciences i Storbritannien og Covance i Tyskland.

## Beliggenhed og størrelse
Nafovanny ligger i Long Thanh, Vietnam  tæt ved grænsen til Cambodja. Den består af to hovedgårde på et areal á 90.000 kvadratmeter, og kan have 30.000 aber. Ifølge British Union for the Abolition of Vivisection har Nafovanny også hemmelige avlsgårde på den cambodjanske grænse hvori BUAV hævder der også holdes vilde aber. Disse "hemmelige gårde" omtales ikke i firmaets brochure.

## Kunder
Den britiske regering godkendte i 1999 Nafovanny til at eksportere primater til britiske laboratorier. Den britiske "Animal Scientific Procedures Inspectorate" besøgte Nafovanny i marts 2005, og fandt "mangler ved dyrenes tilpasning og pleje," men siden da har regeringen "modtaget forsikringer og bevis på at der er blevet foretaget betragtelige forbedringer." 
Ifølge Viet Nam News blev 3.000 Nafovanny makakaber eksporteret til USA til brug i dyreforsøg i 2000. Omkring 50.000 ikkemenneskelige primater bruges hvert år i USA  og 10.000 i Europa, 3.000 af dem i Storbritannien.

## Fodnoter
1. 1 2 3  "About Nafovanny: Arkiveret 18. februar 2007 hos  Wayback Machine, British Union for the Abolition of Vivisection.
2. ↑  "Animals: Scientific Procedures Inspectorate", Hansard, 22. januar 2007, Column 1529W.
3. ↑  "Primates" Arkiveret 30. september 2007 hos  Wayback Machine, Hansard, 23. november 2006, Column 231W.
4. ↑  Tran Dinh Thanh Lam. "Kaleidoscope", Viet Nam News, 28. juni 2004.
5. ↑  Tal fra U.S. Dept of Agriculture
6. ↑  "Primates, Basic facts" Arkiveret 4. april 2007 hos  Wayback Machine, British Union for the Abolition of Vivisection.
7. ↑  Jha, Alok. RSPCA outrage as experiments on animals rise to 2.85m", The Guardian, 9. december 2005.
8. ↑  "Vietnamese Monkey farms feed UK Lab demand" Arkiveret 7. oktober 2006 hos  Wayback Machine, Arkangel.